# Burlington (hrabstwo Racine)
Burlington – miasto w Stanach Zjednoczonych, w stanie Wisconsin, w hrabstwie Racine.